# 1991 CQ6
1991 CQ6 är en asteroid i huvudbältet som upptäcktes den 3 februari 1991 av de båda japanska astronomerna Seiji Ueda och Hiroshi Kaneda i Kushiro.
Asteroiden har en diameter på ungefär 9 kilometer och den tillhör asteroidgruppen Koronis.